# A. H. Tammsaare tee
La rue A. H. Tammsaare (en estonien : A. H. Tammsaare tee) est une rue Tallinn en Estonie.

## Présentation
Longue de 3,75 kilomètres, la rue A. H. Tammsaare traverse les arrondissements de Kesklinn, Kristiine et Mustamäe. La rue est orientée du sud-est au nord-ouest.
La rue commence à l'intersection de Pärnu maantee et de Järvevana tee dans le quartier de Kesklinn. 
Du côté ouest, la ligne de Tallinn à Keila traverse la rue entre la gare de Tondi (et) et la gare de Järve (et).
La rue A. H. Tammsaare tee se termine à son intersection avec la rue Ehitajate tee.
La rue porte le nom de l'écrivain Anton Hansen Tammsaare.

## Lieux et monuments de la rue

### Parcs
Le parc Tondimõisa (4,6 ha) est situé dans la zone située entre les rues Tondi tänav, A. H. Tammsaare tee et Nõmme tee.
Le parc Parditiigi (5,9 ha) est situé dans la zone située entre  Nõmme tee, A. H. Tammsaare tee et Sõpruse puiestee.
Le parc Lepistiku est situé au sud-est du boulevard Sõpruses et au sud-ouest de la rue A. H. Tammsaare.

### Bâtiments
- Tammsaare tee 47 - Centre d'affaires Tammsaare ärikeskus.
- Tammsaare tee 49 - Quincaillerie K-Rauta.
- Tammsaare tee 62 - Supermarché Selver.
- Tammsaare tee 76 / Sõpruse pst 200b - Restaurant McDonald's.
- Tammsaare tee 90A - Restaurant rapide Hesburger.
- Tammsaare tee 93 – Supermarché Grossi (et) .
- Tammsaare tee 94 - Supermarché Maxima X.
- Tammsaare tee 104A - Centre commercial Mustamäe Keskus (et).
- Tammsaare tee 116 – Centre commercial Mustikas (et).
- Tammsaare tee 133 - Supermarché Maxima XX.
- Tammsaare tee 145 - Lycée humanitaire de Mustamäe (et).
- Tammsaare tee 147 – École d'économie de Tallinn (et).

## Transports
Les lignes de bus n° 10, 12, 13, 20, 20А, 26, 26А, 27, 28, 33, 37, 45, 61 et 64 empruntent la rue.

## Galerie

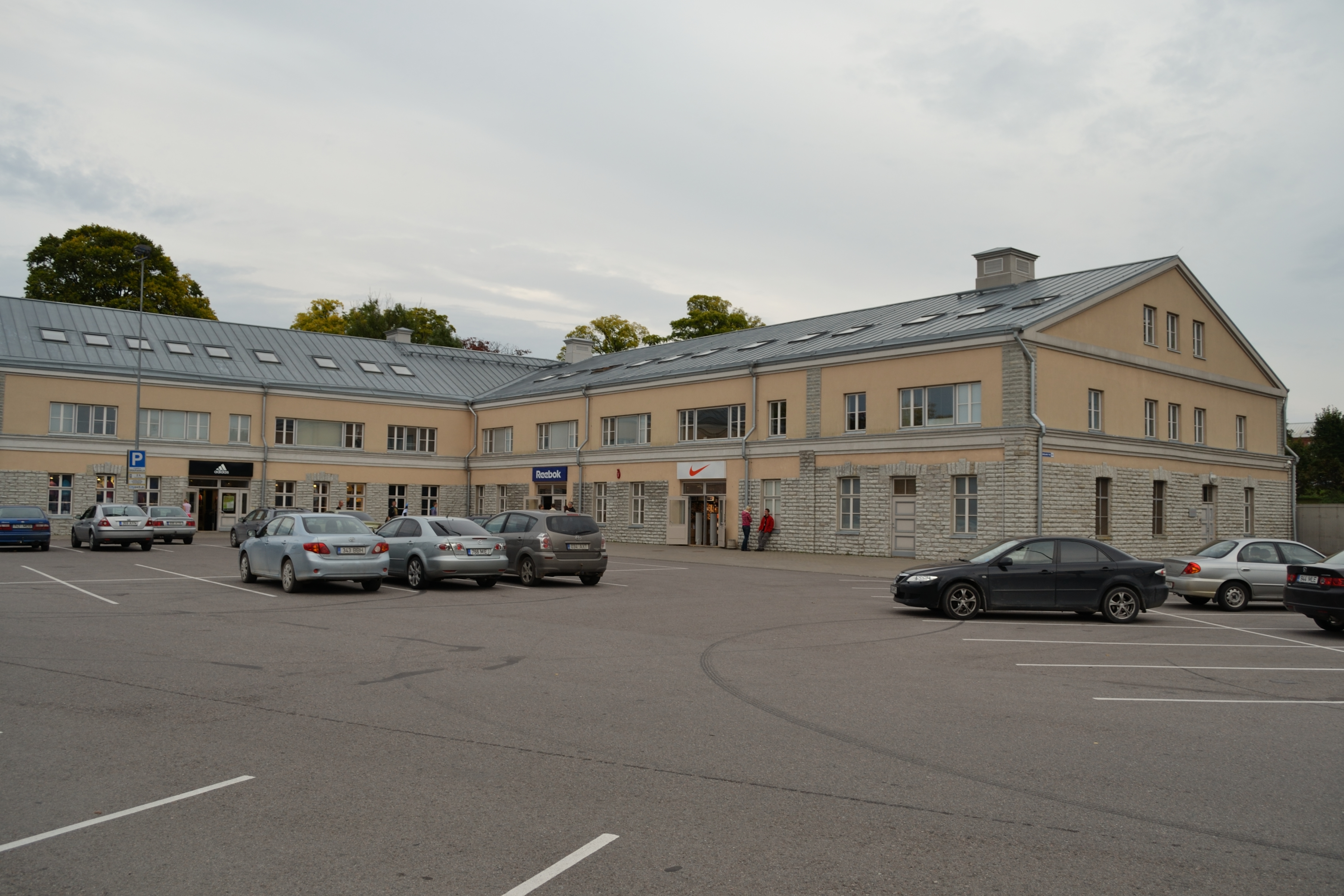
Bâtiment de la cantine du campus militaire de Tondi, Tammsaare tee 64.
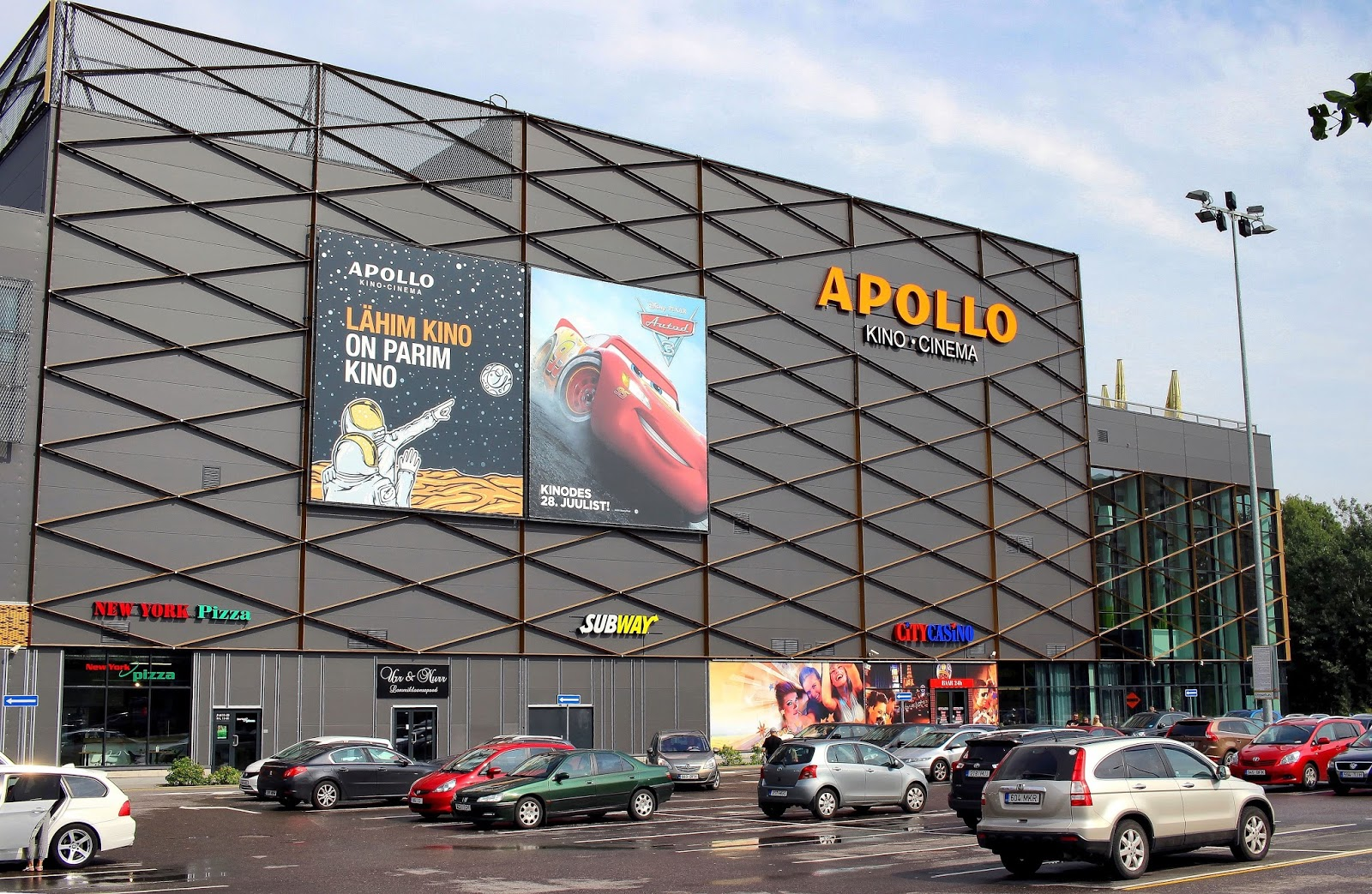
Cinéma Apollo.
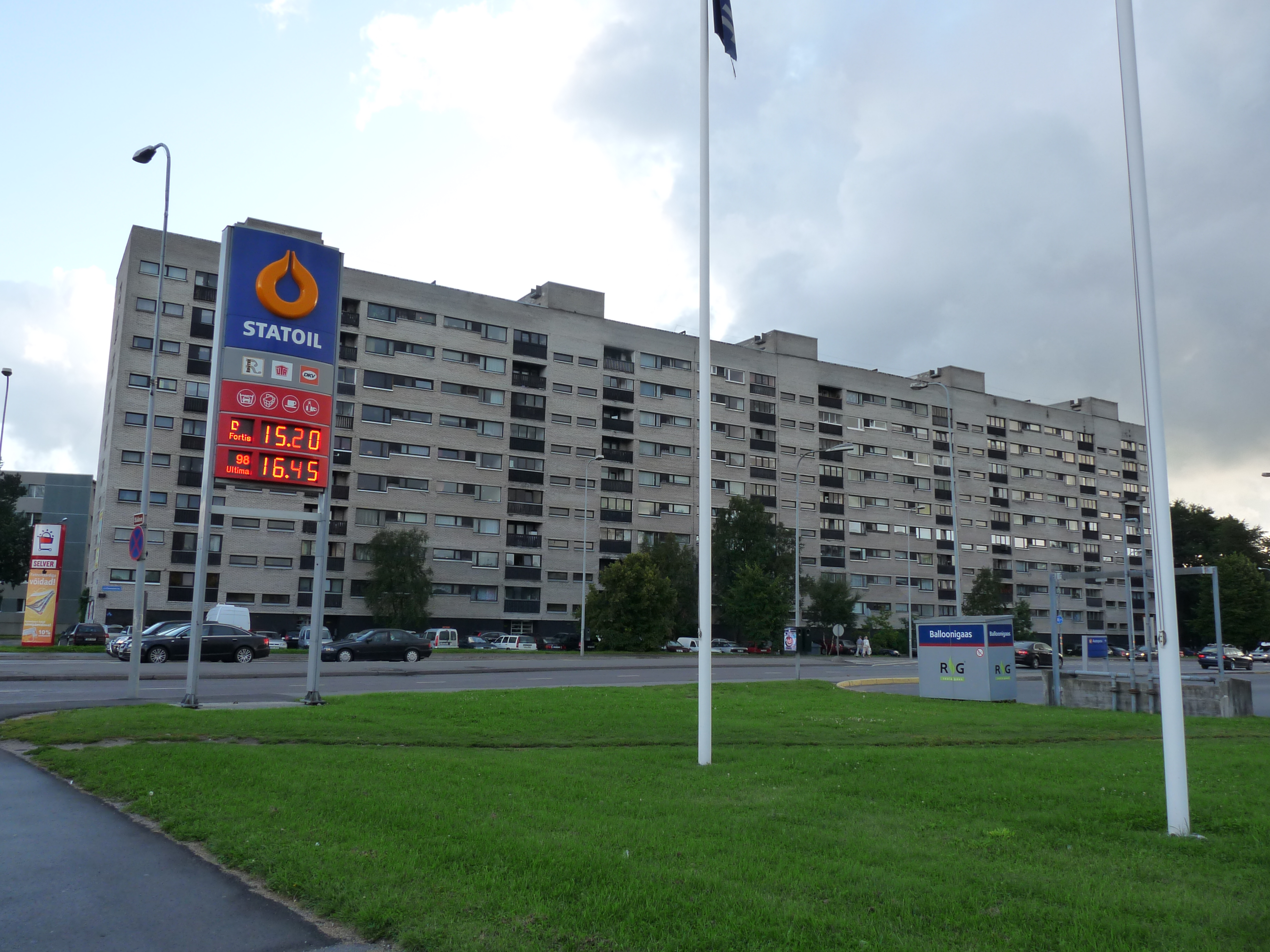
Ancien bâtiment résidentiel.

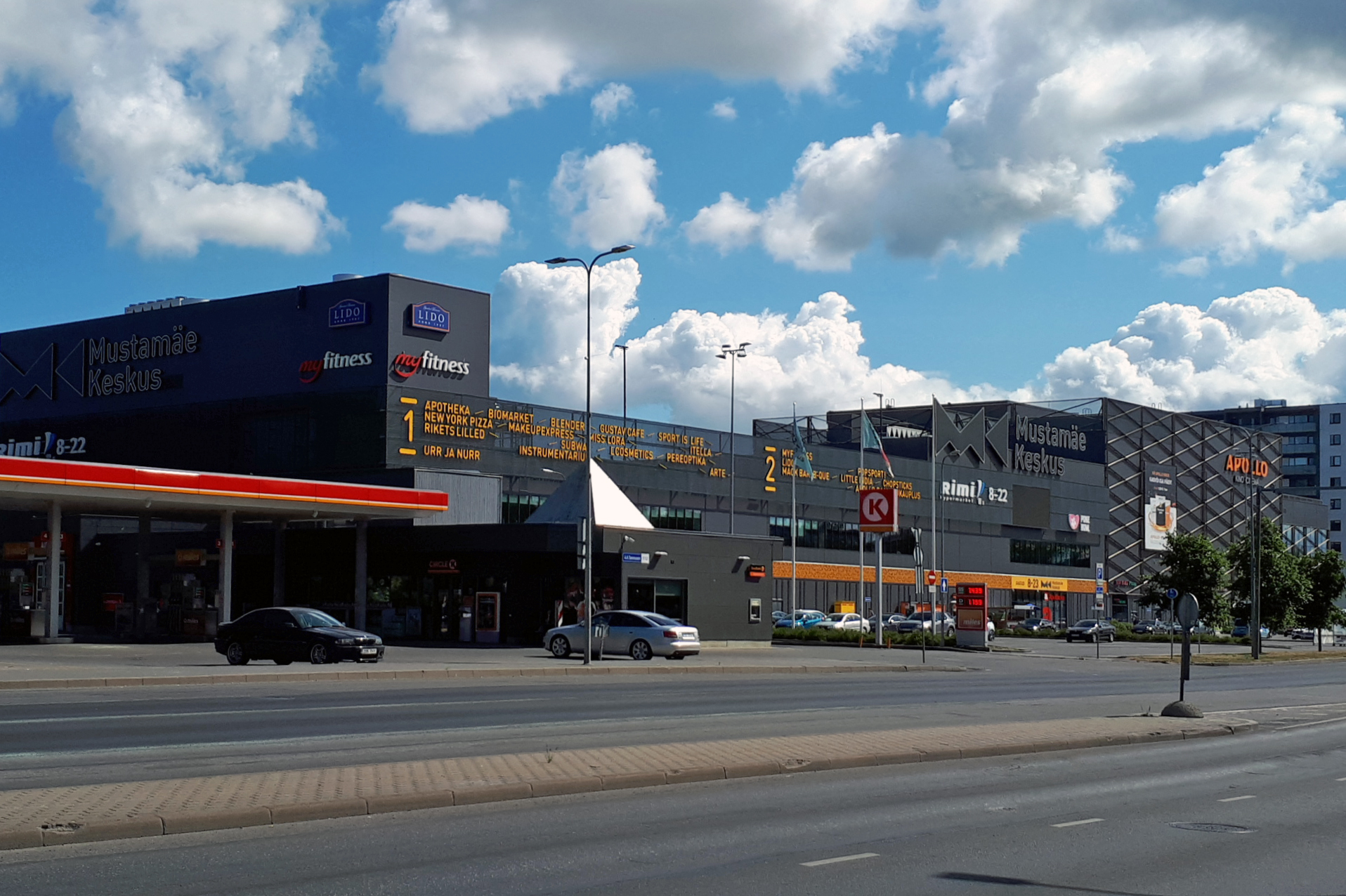
Mustamäe keskus.
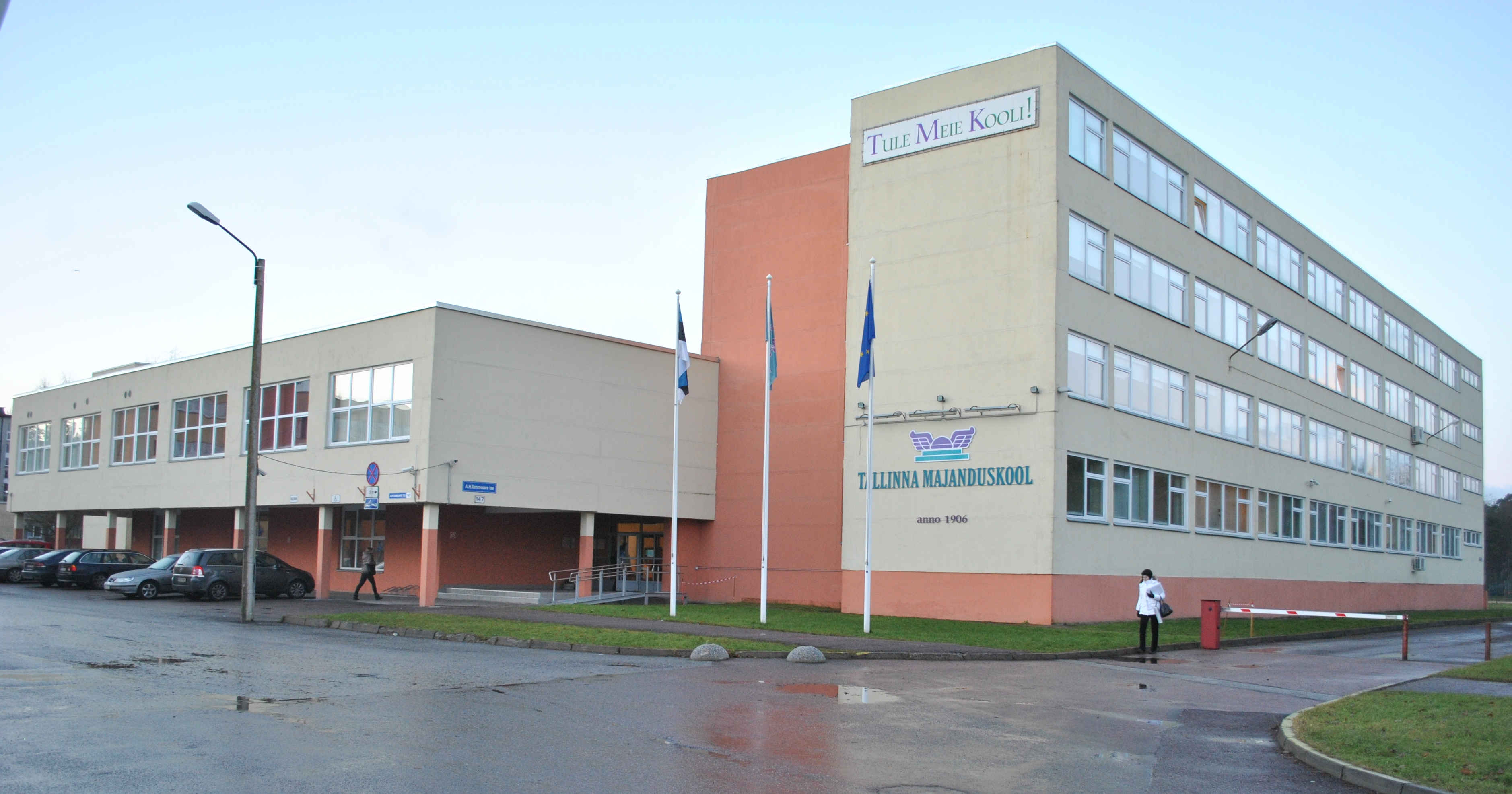
École d'économie de Tallinn
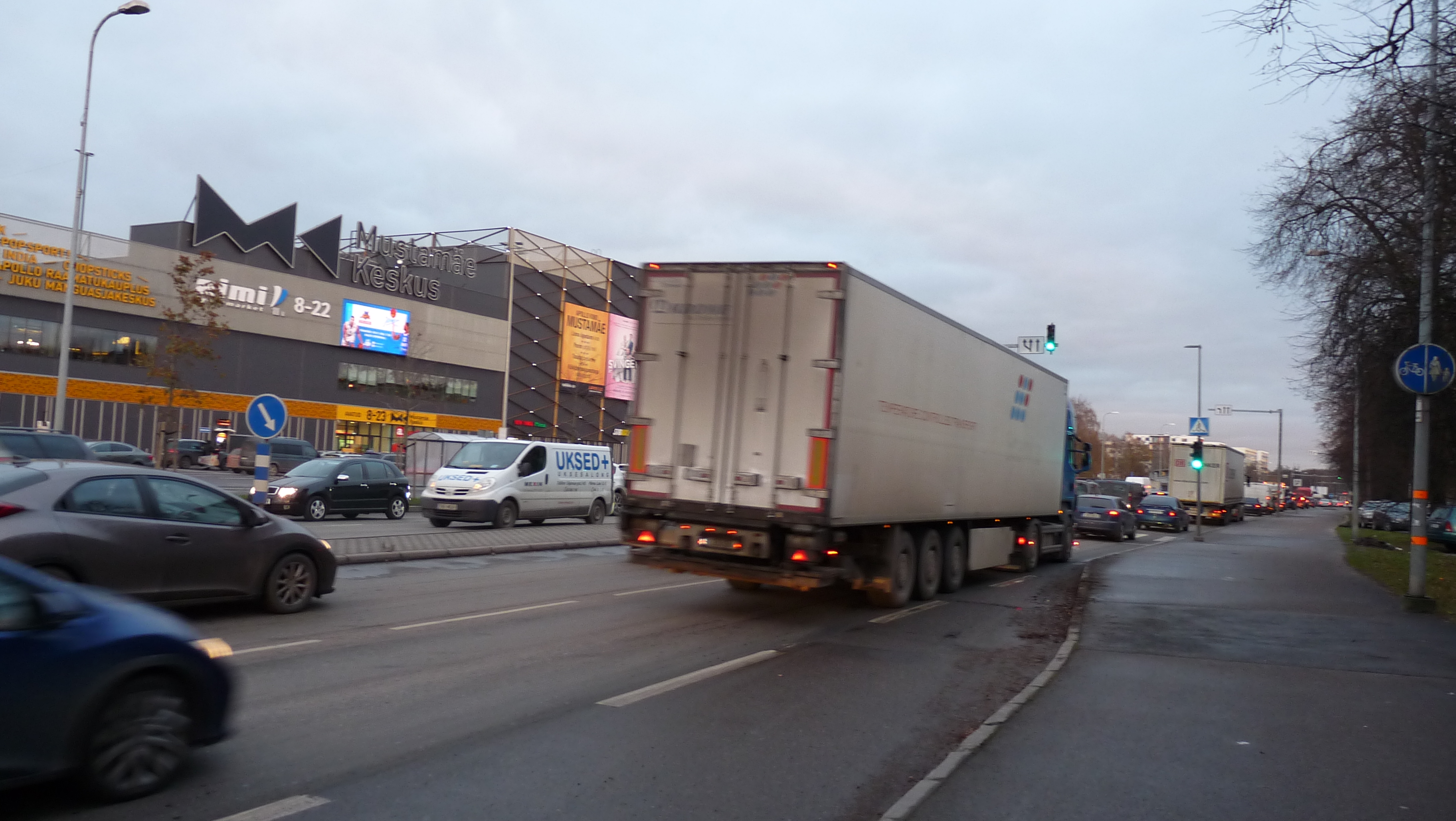
Encombrement de Tammsaare tee.